# Kebabnorsk
Kebabnorsk – odmiana języka norweskiego, w której występują słowa imigrantów z języków kurdyjskiego, arabskiego, paszto, perskiego. Kebabnorsk używany jest przez imigrantów we wschodnich częściach Oslo. Nazwa etnolektu pochodzi od kebabu i odnosi się do stereotypu użytkowników i coraz częściej zaczyna ona oznaczać „zły norweski”, a nie konkretne zjawisko językowe. Pod względem językowym kebabnorsk określany jest jako etnolekt specyficzny dla języka norweskiego, choć podobne zjawisko obserwuje się również w innych krajach skandynawskich, np. szwedzki Rinkeby.
Kebabnorsk został po raz pierwszy zidentyfikowany i opisany w roku 1990. Nie stanowi on wyłącznie wplatania rodzinnych słów do języka norweskiego, ale również wprowadza zmiany gramatyczne. Jest używany przede wszystkim przez młodzież między sobą, a unikany w sytuacjach oficjalnych i formalnych. Istnieje słownik kebabnorsk-norweski, wydany w r. 2005, dwa lata później w Oslo wystawiono sztukę Romeo i Julia w kebabnorsk.

## Przykłady
- fluser/floser – penger (pieniądze)
- kæbe – jente/hore (dziewczyna, dziwka)
- lalle – stjele (kraść, z urdu)
- løh – nei, ikke, dårlig, stygg (nie, marny, brzydki)
- sjmø, tert – kult, pen, bra (fajny, ładny, dobry)
- wårria – gutt (chłopak) zastępuje zaimek „ty”